# Towarzystwo Przyjaciół Chińskich Ręczników

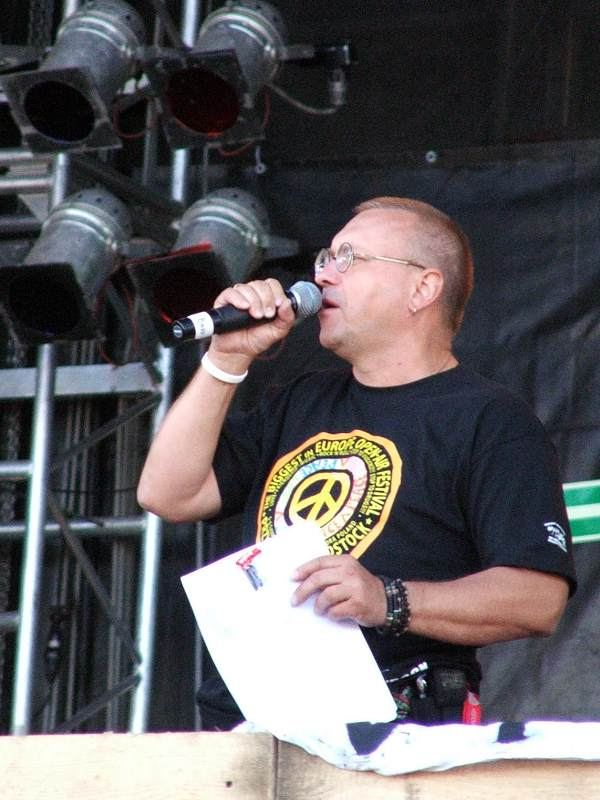
Jerzy Owsiak

Towarzystwo Przyjaciół Chińskich Ręczników (T.P.Ch.R.) – organizacja happeningowa działająca pod koniec lat 80. XX wieku, założona przez Jerzego Owsiaka i wspierana przez zespół Voo Voo.

## Działalność radiowa

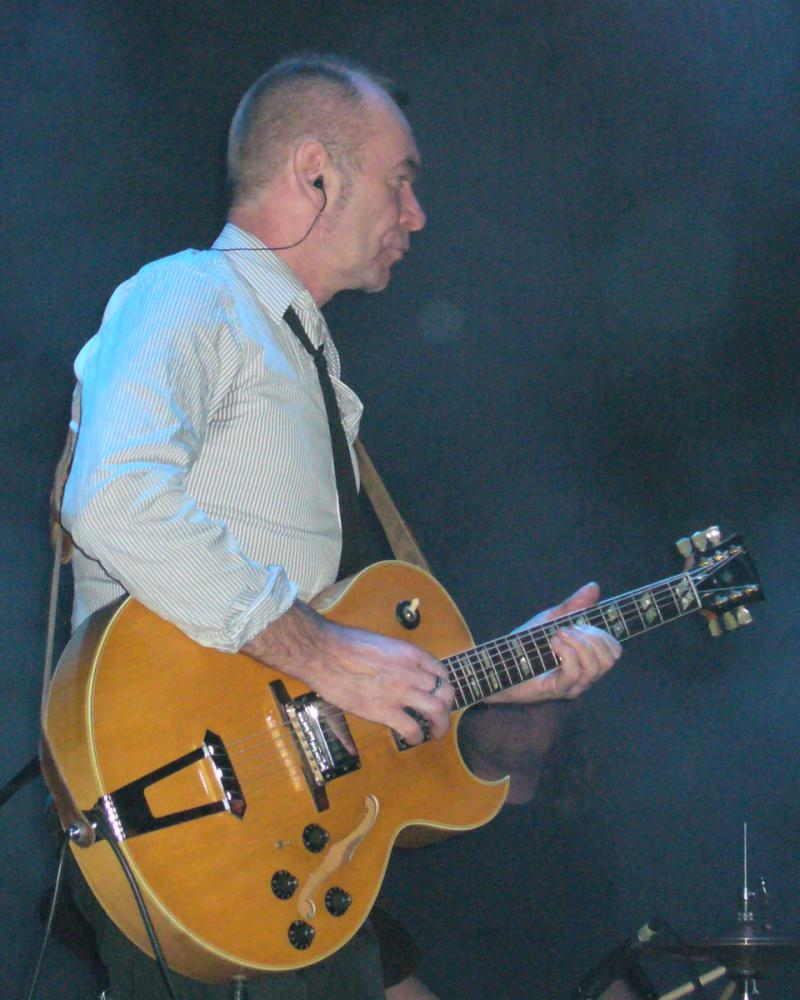
Wojciech Waglewski

Wojciech Waglewski zaproszony do Rozgłośni Harcerskiej zaproponował Jurkowi Owsiakowi wspólny wywiad. W trakcie tej audycji Jerzy Owsiak spontanicznie przedstawił się jako „właściciel zespołu Voo Voo” i zdominował swym monologiem audycję. Ze względu na listowy odzew słuchaczy rozgłośni, Owsiak został zaproszony po raz kolejny, a z czasem zaproponowano mu prowadzenia audycji autorskich. Stałym elementem monologów Owsiaka stało się powitanie „Wita was Towarzystwo Przyjaciół Chińskich Ręczników”, często powtarzanym hasłem „Uwolnić słonia!” a całość kończyła się charakterystycznym „3.. 2.. 1.. 0.. Start!”.

## Działalność happeningowa
Pierwszym udokumentowanym wystąpieniem Towarzystwa był happening podczas festiwalu jarocińskiego w 1988 roku. Jerzy Owsiak pojawił się na jarocińskim rynku z hasłem „Uwolnić słonia!”.
Waglewski traktował Towarzystwo jako rodzaj fanklubu, a jednym z ostatnich monologów koncertowych Jerzego Owsiaka, zaczynających się od słów „Wita was Towarzystwo Przyjaciół Chińskich Ręczników...”, było jego wystąpienie na koncercie XV-lecia Voo Voo.

## Działalność wydawnicza
Z inicjatywy T.P.Ch.R. w roku 1992 ukazała się książka „Listy do Owsiaka”. Książka zawierała zbiór listów, jakie nadeszły do Owsiaka w trakcie prowadzonych przez niego audycji radiowych. Wstęp do książki rozpoczyna się charakterystycznym dla Owsiaka powitaniem.
Towarzystwo firmowało również dwa oficjalne wydawnictwa muzyczne. Pierwszym z nich była Letnia zadyma w środku zimy – zapis koncertu zorganizowanego przez Jerzego Owsiaka, na którym zarejestrowano utwór Rap Towarzystwa Przyjaciół Chińskich Ręczników, a okładkę płyty zdobiła postać Supermana z logiem „T.P.Ch.R.” na kostiumie
Również płyta Małe Wu Wu sygnowana była przez „Tajemniczą Orkiestrę Towarzystwa Chińskich Ręczników”, czyli zespół Voo Voo.